# بادام (رود)
بادام (به قزاقی: Badam) یک رود است که در قزاقستان واقع شده‌است.